# Halos
Halos o Alos (en llatí Halus o Alus, en grec antic Ἅλος o Ἄλος) era una antiga ciutat de Tessàlia al districte de Ftiotis que menciona Homer al "Catàleg de les naus", a la Ilíada.
Estrabó la situa prop de la costa i del mont Otris, sobre una plana anomenada Crocion (Crocium), però diu que la rodalia es deia Athamantion (Athamantium) en honor d'Atamant, suposat fundador de la ciutat. El riu Amfrisos, on Apol·lo va abeurar els bous d'Admetos de Feres, passava molt proper a la ciutat.
Heròdot diu que la ciutat va ser un dels llocs on el rei persa Xerxes va passar l'estiu del 480 aC quan va envair Grècia. Heròdot fa aquí una llarga explicació sobre un ritual que es feia durant un sacrifici humà. Es coneix el lloc on estava situada la ciutat, que va ser destruïda el 346 aC per Parmenió durant la Tercera Guerra Sagrada. La ciutat va ser refundada el 302 aC per Demetri Poliorcetes. Diversos escriptors mencionen la ciutat, com ara Plini el Vell i Pomponi Mela.
Se suposa que és la moderna Kefálosi, on es conserven les restes d'unes muralles.